# Нижняя Омка (село)
Ни́жняя О́мка — село, административный центр Нижнеомского района Омской области.
Основано в 1765 году.
Население — 4592 человек (2021).

## География
Село расположено в лесостепи, в пределах Барабинской низменности, относящейся к Западно-Сибирской равнине, на правом берегу реки Омь, чуть ниже устья реки Ачаирка. Высота центра — 99 метров над уровнем моря. Почвы — чернозёмы языковатые обыкновенные.
Село находится в 120 км к северо-востоку от областного центра города Омска и 25 км от границы с Новосибирской областью. Ближайший город Калачинск расположен в 71 км от Нижней Омки.
Климат
Климат резко континентальный, со значительными перепадами температур зимой и летом (согласно классификации климатов Кёппена — влажный континентальный климат (Dfb)). Многолетняя норма осадков — 403 мм. Наибольшее количество осадков выпадает в июле — 67 мм, наименьшее в марте — по 13 мм. Среднегодовая температура положительная и составляет + 0,5° С, среднесуточная температура самого холодного месяца — января − 18,7° С, самого жаркого — июля + 19,1° С.
Часовой пояс
Нижняя Омка, как и вся Омская область находится в часовой зоне МСК+3. Смещение применяемого времени относительно UTC составляет +6:00.

## История
Основано в 1765 году как колония ссыльных при реке Оми. Первыми жителями были ссыльные Кузьма Якимов, сосланный из Тульской губернии Белявского уезда с полотняной фабрики Солонина, и Сергей Марков, сосланным из города Алексина с фабрики помещика Русанова. Они, как и многие другие, были отправлены в Сибирь по указу Императрицы Екатерины II, которая в 1762 году разрешила помещикам ссылать своих крестьян «за предерзостное поведение». В 1771 году в колонии насчитывалось 60 дворов с 116 ссыльными. Развитию села способствовало его выгодное расположение на проложенном в 1840 году вдоль реки Омь Барабинском тракте, связавшим Омскую крепость с восточными районами Тобольской губернии.
В 1920 году была организована Нижне-Омская волость. В 1925 году Нижне-Омская волость была ликвидирована, в Нижней Омке избран сельский совет. В 1930 году в Нижней Омке образовано 3 колхоза, объединившиеся в колхоз «Заря социализма». 24 декабря 1940 года Нижняя Омка стала районным центром (в 1962 году район был ликвидирован, вновь образован в 1965 году).
В 1961 году на базе местного колхоза образован совхоз «Нижнеомский», занимавшийся, в основном, производством животноводческой продукции. В 1960-80-е годы улицы села были асфальтированы, появилось освещение, построено несколько благоустроенных двухэтажных домов, кинотеатр, дом культуры, административные здания, библиотека, музыкальная и две средних школы, узел связи, СПТУ, завод сухого молока, открылось регулярное автобусное сообщение, связавшее Нижнюю Омку с сёлами района, с соседними районами, областным центром и Новосибирской областью.

## Население
| 1959 | 1970  | 1979  | 1989  | 2002  | 2010  | 2021  |
| ---- | ----- | ----- | ----- | ----- | ----- | ----- |
| 1878 | ↗2983 | ↗4095 | ↗5361 | ↘5310 | ↘4821 | ↘4592 |